# Kółko (Skuszew)
Kółko – kolonia wsi Skuszew w Polsce, położona w województwie mazowieckim, w powiecie wyszkowskim, w gminie Wyszków.

## Historia
Kółko to dawniej samodzielna miejscowość. W latach 1867–1925 należało do gminy Zabrodzie w powiecie radzymińskim. 1 lipca 1925 włączono je gminy Kamieńczyk w tymże powiecie (województwo warszawskie). Tam 14 października 1933 weszło w skład gromady o nazwie Skuszew w gminie Kamieńczyk, składającej się z wsi Skuszew, kolonii Kółko, wsi Latoszek, kolonii Suwiec, gajówki Giziewiczka, gajówki Skuszew i gajówki Rogówka.
1 lipca 1952 włączone wraz z całą gromadą Skuszew do miasta Wyszkowa w powiecie pułtuskim.
5 października 1954 wyłączone ponownie z Wyszkowa i włączone do nowo utworzonej gromady Kamieńczyk w powiecie wołomińskim. 1 stycznia 1956 wraz z całą gromadą Kamieńczyk weszło w skład nowo utworzonego powiatu wyszkowskiego w województwie warszawskim.
W gromadzie Kamieńczyk przetrwało do kolejnej reformy gminnej. 1 stycznia 1973 w gminie Wyszków w powiecie wyszkowskim.
W latach 1975–1998 Kółko administracyjnie należało do województwa ostrołęckiego.